# Сніжинський
Сні́жинський (рос. Снежинский) — селище у складі Біловського округу Кемеровської області, Росія.

## Населення
Населення — 725 осіб (2010; 697 у 2002).
Національний склад (станом на 2002 рік):
- росіяни — 90 %